# Octonoba basuensis
Octonoba basuensis är en spindelart som beskrevs av Hu 200. Octonoba basuensis ingår i släktet Octonoba och familjen krusnätsspindlar. Inga underarter finns listade i Catalogue of Life.